# هيوليت-باكارد
شركة هوليت-باكارد (بالإنجليزية: Hewlett-Packard)‏ يتم اختصارها عادةً إلى HP، كانت شركة أمريكية متعددة الجنسيات لتكنولوجيا المعلومات مقرها في بالو ألتو، كاليفورنيا، والتي طورت وقدمت مجموعة متنوعة من مكونات الأجهزة، بالإضافة إلى البرامج والخدمات ذات الصلة للمستهلكين والشركات الصغيرة والمتوسطة الحجم (SMBs) والشركات الكبيرة، بما في ذلك العملاء في قطاعات الحكومة والصحة والتعليم. تأسست الشركة في مرآب يتسع لسيارة واحدة في بالو ألتو بولاية كاليفورنيا بواسطة بيل هيوليت ودايفيد باكارد في عام 1939، وأنتجت في البداية مجموعة من معدات الاختبار والقياس الإلكترونية. تم تعيين جراج هوليت-باكارد في 367 جادة أديسون الآن كمعلم تاريخي رسمي في كاليفورنيا، وقد تم تمييزه بلوحة تصف المكان بإنه «مسقط رأس وادي السيليكون».
حصلت الشركة على أول عقد كبير لها في عام 1938، حيث قدمت أدوات الاختبار والقياس لإنتاج فيلم الرسوم المتحركة لوالت ديزني «فانتازيا». أدى هذا النجاح إلى قيام هوليت وباكارد بتأسيس شركة هوليت-باكارد رسميًا في 1 يناير 1939. وقد نمت الشركة لتصبح شركة متعددة الجنسيات تحظى باحترام كبير لمنتجاتها وأسلوب إدارتها وثقافتها المعروفة باسم «طريقة هوليت-باكارد»، والتي تم تبنيها من قبل الشركات الأخرى في جميع أنحاء العالم. كانت هوليت-باكارد شركة تصنيع أجهزة الكمبيوتر الشخصية الرائدة في العالم من عام 2007 حتى الربع الثاني من عام 2013، عندما تقدمت لينوفو على هوليت-باكارد. تخصصت هوليت-باكارد في تطوير وتصنيع عتاد الحوسبة وتخزين البيانات وأجهزة الشبكات وتصميم البرامج وتقديم الخدمات. تضمنت خطوط الإنتاج الرئيسية أجهزة الحوسبة الشخصية، والخوادم القياسية للصناعة والمؤسسات، وأجهزة التخزين ذات الصلة، ومنتجات الشبكات، والبرامج، ومجموعة متنوعة من الطابعات ومنتجات التصوير الأخرى. قامت هوليت-باكارد بالتسويق المباشر لمنتجاتها للأسر والشركات الصغيرة والمتوسطة الحجم والشركات وكذلك عبر التوزيع عبر الإنترنت، وتجار التجزئة في الإلكترونيات الاستهلاكية والتجهيزات المكتبية وشركاء البرامج وبائعي التكنولوجيا الرئيسيين. قدمت هوليت-باكارد أيضًا خدمات واستشارات لمنتجاتها ومنتجاتها الشريكة.
في عام 1999، فصلت شركة هوليت-باكارد أعمالها الإلكترونية واختبار التحليل الحيوي وأدوات القياس باسم اجيلنت تكنولوجيز؛ حافظت هوليت-باكارد على تركيزها على منتجاتها اللاحقة، بما في ذلك أجهزة الكمبيوتر والطابعات. اندمجت مع كومباك في عام 2002، واستحوذت على EDS في عام 2008، مما أدى إلى تحقيق إيرادات مجمعة بلغت 118.4 مليار دولار في ذلك العام وترتيب فورتشين 500 في المرتبة 9 في عام 2009. في نوفمبر 2009، أعلنت هوليت-باكارد عن استحواذها على ثري كوم، مع إغلاق الصفقة في 12 أبريل 2010. في 28 أبريل 2010، أعلنت هوليت-باكارد عن شرائها لشركة بالم، مقابل 1.2 مليار دولار. في 2 سبتمبر 2010، فازت هوليت-باكارد في حرب المزايدة على 3PAR من خلال عرض 33 دولارًا للسهم (2.07 مليار دولار)، والذي رفضت ديل مطابقته.
في 1 نوفمبر 2015، فصلت الشركة منتجات وخدمات المؤسسة باسم مؤسسة هيوليت باكارد. احتفظت هوليت-باكارد بأجهزة الكمبيوتر الشخصية والطابعات وأعيدت تسميتها بـ شركة إتش بي.

## التاريخ

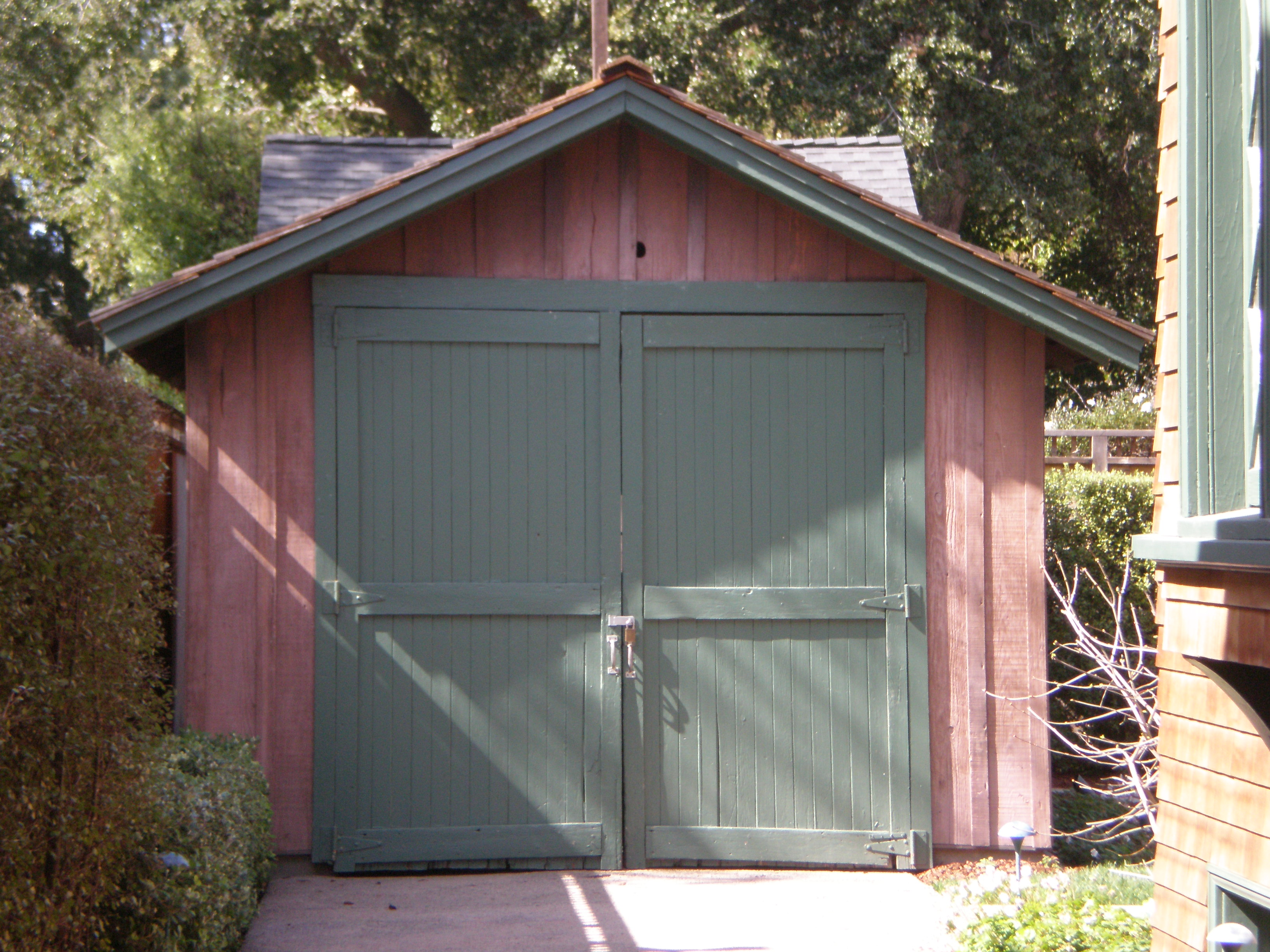
جراج إتش بي في بالو ألتو، حيث بدأ هيوليت وباكارد الشركة

شعار هوليت-باكارد المستخدم من عام 1941 إلى عام 1964

تخرج بيل هيوليت وديفيد باكارد بشهادات في الهندسة الكهربائية من جامعة ستانفورد في عام 1935. نشأت الشركة في مرآب بالقرب من بالو ألتو خلال زمالة مع الأستاذ السابق فريدريك تيرمان في ستانفورد خلال فترة الكساد الكبير. لقد اعتبروا تيرمان مرشدًا في تشكيل هوليت-باكارد. في عام 1938، بدأ باكارد وهيوليت العمل بدوام جزئي في مرآب مستأجر باستثمار رأسمالي أولي قدره 538 دولارًا أمريكيًا، أي ما يعادل 9772 دولارًا في عام 2019. في عام 1939، قرر باكارد وهيوليت إضفاء الطابع الرسمي على شراكتهما. ألقوا عملة ليقرروا ما إذا كانت الشركة التي أسسوها ستسمى باكارد وهوليت (HP) أو هوليت-باكارد. تم إختيار هوليت-باكارد وأنشئت الشركة في 18 أغسطس 1947، وتم طرحها للاكتتاب العام في 6 نوفمبر 1957.
من بين العديد من المشاريع التي عملوا عليها، كان أول منتج ناجح من الناحية المالية هو مذبذب صوتي دقيق معروف باسم الموديل إتش بي 200 أيه. كان ابتكارهم هو استخدام المصباح الكهربائي المتوهج الصغير (المعروف باسم «المصباح التجريبي») كمقاوم يعتمد على درجة الحرارة في جزء حرج من الدائرة، حلقة التغذية الراجعة السلبية التي استقرت في اتساع شكل الموجة الجيبية الناتج. سمح لهم ذلك ببيع الموديل 200 أيه مقابل 89.40 دولارًا عندما كان المنافسون يبيعون مذبذبات أقل استقرارًا لأكثر من 200 دولار. استمرت سلسلة المولدات طراز 200 في الإنتاج حتى عام 1972 على الأقل باسم 200 ايه بي، حيث كانت لا تزال تعتمد على الأنبوب ولكنها تحسنت في التصميم على مر السنين.
كان باد هوكينز أحد أوائل عملاء الشركة، كبير مهندسي الصوت في استوديوهات والت ديزني، الذي اشترى ثمانية مذبذبات صوتية طراز 200 بي (بسعر 71.50 دولارًا لكل منها) لاستخدامها في فيلم الرسوم المتحركة فانتازيا. بلغت أرباح هوليت-باكارد في نهاية عام 1939، وهو أول عام كامل لها من العمل، 1563 دولارًا أمريكيًا وعائدات بلغت 5369 دولارًا أمريكيًا.
عملوا أيضاً على تقنية مضادة للرادار وفتيل القرب [الإنجليزية] لقذائف المدفعية خلال الحرب العالمية الثانية، مما سمح لشركة باكارد (ولكن ليس هيوليت) بالإعفاء من التجنيد. خدم هيوليت كضابط في فيلق إشارة الجيش [الإنجليزية] بعد استدعائه للخدمة الفعلية. في عام 1942، قاموا ببناء أول مبنى لهم في طريق بيج ميل 395 وحصلوا على جائزة الجيش والبحرية آي [الإنجليزية] في عام 1943. تضمن خط منتجات هوليت-باكارد أثناء الحرب مذبذب الصوت، ومحلل الموجات، ومحللات التشويه، ومنتج إشارة صوتية، وجهاز الفولتميتر الأنبوبي المفرغ موديل 400 أيه، وعمل في الشركة ما يقرب من 200 شخص.
في عام 1947، تم تأسيس الشركة ووضع باكارد كرئيس. سَلم باكارد الرئاسة إلى هيوليت عندما أصبح رئيس مجلس الإدارة في عام 1964، لكنه ظل الرئيس التنفيذي للشركة.
بلغت المبيعات 5.5 مليون دولار في عام 1951 مع 215 موظفًا. في عام 1959، تم إنشاء مصنع في بوبلينغين ومنظمة تسويق في جنيف.

### عقد 1960

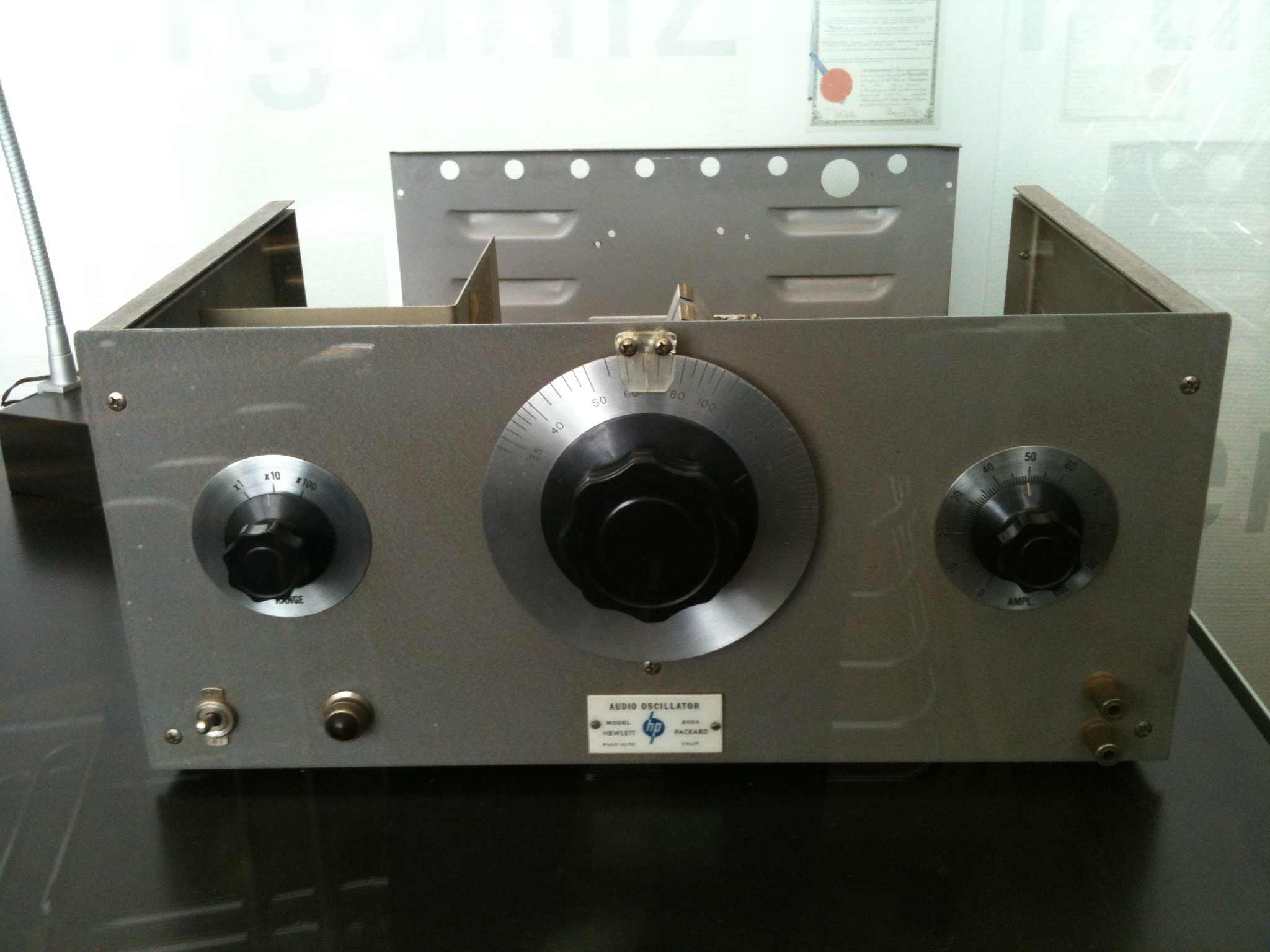
كان إتش بي 200 أيه، وهو مذبذب صوتي دقيق، أول منتج ناجح ماليًا للشركة.

في السابق كانت مشاريع الشركة غير مركزة، فكانت الشركة تصنع منتجاتها الإلكترونية لمجال الصناعة وحتى في مجال الزراعة. وفي النهاية قامت الشركة بتركيز إنتاجها على معدات الفحص الإلكتروني ومعدات القياس.
ركزت الشركة من الأربعينات إلى التسعينات على معدات القياس. ومن ميزاته العالية هي الإصرار على تكبير مدى القياس ودقته. فكانت معدات شركة إتش بي أكثر ضبطاً وإحكاماً في الدقة وأكثر حساسية بالمقارنة بمعدات شركاتٍ أخرى. ومن بين منتجات الشركة: مولد الإشارة، مقايّس الجهد الكهربي، راسم إشارة، عداد الترددات، محرار، محللات الموجات وغيرها.
وتبعًا لنمط تسمية أول منتج للشركة 200A، صنفت معدات الفحص بثلاث إلى خمسة أرقام يتبعها حرف A. والنسخة المعدلة تستعمل أحرف B إلى E. وبعد تزايد منتجات الشركة بدأت تستعمل أحرف لمنتجاتها من اللوازم والتجهيزات والبرامج والمكونات.

### الستينات
شركة إتش بي تعتبر المؤسس الرمزي لوادي السيلكون، رغم أنها لم تبدأ أبحثها في شبه الموصل إلا بعد سنوات القليلة من ترك الخونة الثمانية (Traitorous Eight) شركة شوكلي سمي كونداكتور لابريتوري (Shockley Semiconductor Laboratory) مصنع شركة فارتشيلد سمي كونداكتور (Fairchild Semiconductor) في عام 1957. وإن قسم إتش بي أسّسوشيّيتس (HP Associates)، الذي أسّس عام 1960، طورت معدات شبه الموصل في الأصل للاستخدام داخل الشركة. حيث كانت الأدوات والآلات الحاسبة من بعض المنتجات التي استخدمت معدات شبه الموصل.
وفي الستينات قامت شركة إتش بي بمشاركة شركة سوني وشركة يوكوغاوا إلكتريك (Yokogawa Electric) في اليابان لصنع عدة منتجات عالية الجودة، ولكن لم تكن هذه المنتجات ناجحة كثيرًا. وأسست شركتي أتش بي ويوكوغاوا مشروع مشترك عام 1963 لتسويق منتجات إتش بي في اليابان. واشترت شركة إتش بي أسهم شركة هوليت باكرد اليابانية من شركة يوكوجاوا إلتكتريك عام 1999.
وأسست شركة إتش بي شركة صغيرة، داينك (dynec)، للتخصص في المعدات الرقمية. وسميت بهذا الاسم لأن إذا قُلب أول حرفين من الاسم "dy" يصبح "hp". ثم تم تحويل الاسم إلى دايمك (dymec) وفي النهاية ضُمت الشركة إلى الشركة الأم.
وقامت الشركة بتجربة استخدام الحاسوب الصغير من شركة ديجيتال إكويبمنت كوربوريشن (Digital Equipment Corporation) في أدواتها. ولكن بعدما قررت الشركة أن شراء فريق أبحاث سيكون أوفر من الاستمرار بالعقد مع تلك الشركة، فبذلك دخلت شركة إتش بي سوق الحاسوب عام 1966 مع سلسلة حواسيب HP 1000 وHP210. وهذه السلسلة من الحواسيب مبني على نظام التكديس مع مسجلات شبيهة لتصميم إنتل x86 حاليًا التي صنعت لمدة عشرين سنة بالرغم من محاولات استبدالها. فهذان الحاسوبان كانا سالفان لسلسلة HP 9800 وHP 250 من الحواسيب المكتبية والإدارية.

### السبعينات

شعار الشركة في السبعينات

إن حاسوب HP 3000 المتقدم صمم كحاسوب خادم للمؤسسات والشركات، ولاحقا أعيد تصميمه بتكنولوجيا مجموعة تعليمات بنية الحاسب، التي تقاعدت مؤخرا من الأسواق. وإن سلسلة HP 2640 المتقدمة كانت تَستخدم واجهات بنظام آسكي، وقدمت منظومة مفاتيح مصنفة على الشاشة التي كانت تستخدم في مضخات الوقود وآلات الصراف الآلي. وعلى الرغم من استهزاء العالم بها في مجال الحاسوب في ذلك الوقت، فقد نمت الشركة في هذا المجال لتتفوق حتى على شركة آي بي أم لتصبح أول شركة في العالم في بيع التكنولوجيات من حيث المبيعات.
وعُرفت شركة إتش بي في مجلة وايرد على أنها أول شركة قامت بتسويق وتصنيع حاسوب شخصي بشكل هائل في عام 1968 وهو حاسوب هويليت باكرد 9100A. وسمتها شركة إتش بي آلة حاسبة مكتبية لأنهُ وكما قال بيل هويلت: «إذا أسميناه حاسوبا فسوف يُرفض من قبل زبائننا محترفوا الحاسوب لأنه لا يشبه حواسيب آي بي أم. فلذلك قررنا أن نسميه آلة حاسبة، ثم كل التفاهات اختفت». وكان انتصارًا هندسيًا في وقته، فدائرته منطقية لم تستعمل دائرة متكاملة، وإن تجميع وحدة المعالجة المركزية استخدمت مكونات منفصلة. ويحوي شاشة أنبوب أشعة الكاثود، ووحدة تخزين مغناطيسية وطابعة، فكانت تباع بحوالي 5000$. وكانت لوحة المفاتيح أشبه بآلة حاسبة علمية وآلة جمع، فلوحة المفاتيح لم تحتوِ على أحرف أبجدية إنكليزية.
ستيف وزنياك، الشريك في تأسيس شركة أبل، والمصمم لأبل-1 خلال عمله في شركة إتش بي قدم تصميمه لإتش بي تحت قانون الحق للرفض الأول، لكن لم تقبلها لأن الشركة أرادت أن تبقى في السوق العلمي والتجاري والصناعي.
وحصلة الشركة على احترام العالم في العديد من المنتجات. فهي أنتجت أول آلة حاسبة علمية تحمل باليد إتش بي-35 عام 1972, وأول آلة حاسبة قابلة للبرمجة تحمل باليد إتش بي-65 عام 1974 وأول آلة حاسبة أبجدية رقمية قابلة للبرمجة والتوسيع تحمل باليد إتش بي-41 عام 1979 وأول آلة حاسبة برموز تحمل باليد ورسم بياني إتش بي-28. ومثل آلاتها الحاسبة العلمية والإدارية، كانت آلته راسمة إشارة ومحللاتها الرقمية والعديد من معدات القياس تحوي صيت مهما في متانتها وقدرة استعمالها (والمنتجات السابقة أصبحة تصنع ضمن شركة أجيلنت تكنولوجيز التابعة لإتش بي).
وإن سلسلة 9800 من الحواسيب التقنية المكتبية بدأت عام 1975 بحاسوب 9815، وسلسلة الحواسيب التقني 80 الأرخص بدأت عام 1979 بحاسوب 85. وهذه الآلات استخدمت نظام برمجة بيسيك الذي كان متوفرًا فور تشغيل الحاسوب، وكانت تستخدم شرائط مغناطيسية لتخزين البيانات. وكانت هذه الحواسيب شبيهة لحواسيب أي بي أم الشخصية اللاحقة.

### الثمانينات
في عام 1984 أطلقة الشركة طابعات بخاخ الحبر وطابعات الليزر للحواسيب المكتبية. وإلى جانب ماسحاتها ضوئية طُورت لتكون منتج بوظائف متعددة ناجح في الأسواق، وأهمها خصائصها كونُها طابعة وماسحة ضوئية وناسخة وآلة فاكس في وقت واحد. وإن طريقة الطباعة في طابعاتها اليزر جيت كانت تعتمد كليًا على معدات شركة كانون (Canon)، والتي كانت تستخدم تكنولوجيا من شركة زيروكس. وكانت إتش بي تصنع المعدات الصلبة والبرامج والبرامج الثابتة لتحويل البيانات لنقاط تطبعها المعدات.
وفي عام 1987 حولت ولاية كاليفورنيا الكراج الذي أسست فيه شركة إتش بي في بالو ألتو إلى معلم تاريخي.

### التسعينات
في التسعينات وسّعت الشركة نطاق حواسيبها، التي كانت تباع في الأصل للجامعات وللأبحث وللشركات التجارية، لتشمل المستهلك العادي. وتوسعت الشركة في هذا المجال بشرائها لشركتي أبولو كومبيوتر عام 1989 وكونفيكس كومبيوتر عام 1995. ولاحقًا في نفس القرن أنشأت الشركة موقع hpshopping.com للتبضع عبر الإنترنت، مباشرة للمستهلك. وفي عام 2005 حول الاسم إلى "HP Home & Home Office Store".
وفي عام 1999 حولت جميع المنتجات التي لم تكن لها علاقة بالحواسيب وتخزين البيانات والتصوير حولت لشركة أجيلنت تكنولوجيز. وهذه الخطوة هي أكبر عرض لأسهم عادية بتاريخ وادي السيلكون. وقد قامت هذه الخطوة بإنتاج شركة برأس مال قيمته 8$ مليار ووفرت 30,000 فرصة عمل. والتي كانت تصنع معدات علمية وشبه الموصلات ومعدات التواصل الضوئية ومعدات التجارب الإلكترونية للاتصالات والأبحاث والتطوير.
و في تموز عام 1999 عينت كرلي فيورينا كبيرة الإداريين التنفيذيين. وهي أول امرأة تم تعينها في منصب كبيرة الإداريين التنفيذيين في شركة داخلة في مؤشر داو جونز الصناعي. وخدمة في هذا المنصب فخلال انخفاض التكنولوجية خلال انتهاء الألفية الثانية. وفي خلال إدارتها خسرت الشركة نصف قيمتها في البورصة وقامت الشركة بالتخلي عن الكثير من الموظفين. وطلب مجلس إدارة الشركة منها التنحي عن منصبها سنة 2005 وقامت بذلك 9 شباط من تلك السنة.

### من عام 2000 حتى اليوم

#### إدماج شركةكومباك
اندمجت شركة إتش بي مع شركة كومباك عام 2002. وكانت شركة كومباك قد اشترت شركة تدمون كوميوترز (التي أسست على يد موظفين سابقين في شركة إتش بي) عام 1997، وشركة ديجيتال إكويبمنت كوؤربوريشون عام 1998. وبعد هذه الخطوة، أصبحت شركة إتش بي تلعب دورًا مهمًا في مجال الحاسوب المكتبي والمحمول والخادم في العديد من الأسواق. وأصبح رمز الشركة في البورصة HPQ وهو دمج لرمزي الشركتين السابقين HWP لشركت إتش بي وCPQ لشركة كومباك، لإظهار قوّة التحالف. وفي عام 2006 نقلت إنتاج بعض شركاتها لدول أقل كلفةً في اليد العاملة، فنقلت تصنيع المنتجات باللغة الإسبانية إلى سلوفاكيا والمنتجات باللغة الألمانية إلى بلغاريا والمنتجات باللغة الإنكليزية إلى كوستاريكا والمنتجات باللغة العربية إلى الصين وغيرها.

#### شراء شركةإلكترونكس داتا سيستم
في 13 أيّار عام 2008 أعلنت شركتي إتش بي وإلكترونكس داتا سيستم (Electronic Data Systems EDS) أنهما مضيتا على اتفاقية حاسمة تقوم بها شركة إتش بي بشراء شركة إلكترونكس داتا سيستم. وفي 30 حزيران، أعلنت شركة إتش بي انتهاء مدة مرسوم هارت-سكوتي-رودينو لمنع الاحتكار الذي وضع عام 1976. «إن الصفقة تحتاج على موافقة أصحاب أسهم شركة إلكترونكس داتا سيستم والترخيص من المفوضية الأوروبية والسلطان القضائي لدول أخرى خارج الولايات المتحدة ومسندة لسداد أو التخلي عن الشروط الخاتمة المحددة في إتفاق الاندماج». واكتملت الاتفاقية في 26 آب عام 2008 وأعلن علنيا على تحويل اسم الشركة من EDS إلى EDS an HP company.

## المنتجات
لدى الشركة سلسلة ناجحة جدا من الطابعات والماسحات الضوئية والكاميرا الرقمية وآلات حاسبة والمساعد الرقمية الشخصية والخوادم والحواسيب محطات العمل والحواسيب الشخصية. والعديد من هذه الحواسيب كانت نتيجة الدمج مع شركة كومباك. وإلى جانب المعدات والبرامج التي تصنعها، تقوم الشركة بتقديم خدمات تقنية المعلومات من ناحية التصميم والتركيب والصيانة.

### مجموعة التصوير والطباعة
مجموعة التصوير والطباعة أي (Imaging and Printing Group IPG) بإدارة فيومش جوشي (Vyomesh Joshi). ويعتبر هذا القسم أكبر مصنع في مجال التصوير والطباعة الذي يؤمن الطابعات والماسحات الضوئية للمستخدم العادي والشركات الصغيرة والمؤسسات الضخمة. ويشمل هذا القسم:
- طابعات نفث الحبر وليزر
- طابعات متعددة الوظائف التي تشمل الطباعة والمسح الضوئي والنسخ وغيرها.
- مطبعات الإندغو الرقمية (Indigo Digital Press)
- برامج الطبع إتش بي وب جت أدمن (HP Web Jetadmin)
- برامج الطبع إتش بي أوتبوت مانجمنت (HP Output Management)
- ليت سكرايد (LightScribe) وهي تكنولوجيا للطباعة على الأقراص الرقمية.
- إتش بي فوتو سمارت (HP Photosmart) وهي سلسلة من كامرات رقمية وطابعات للصور.

وفي 23 ديسمبر 2008 قامة الشركة بإطلاق برنامج أي برنت فوتو (iPrint Photo) لمستخدمي (iPhone) التي تمكن من طباعة صور بحجم 4x6 إنش.

### مجموعة الأنظمة الشخصية
إن مجموعة الأنظمة الشخصية التابعة لشركة إتش بي تدعي بأنها واحدة من كبار بائعي الحواسيب الشخصية في العالم، نسبة لوحدة الشحن وحجم الإيرادات السنوية.
وتتضمن مجموعة الأنظمة الشخصية المنتجات والتقنيات التالية:
- الحواسيب الإدارية وملحقاتها.
- الحواسيب الاستهلاكية وملحقاتها، بما في ذلك أنظمة إتش بي بافيلون وكومباك بريزاريو وفودو بيسيز.
- محطات عمل لأنظمة ويندوز ولينكس ويونيكس.
- الحواسيب المحمولة باليد التي تتضمن أجهزة آي باك (iPAQ) من شركة كومباك.
- أجهزة الترفيه الرقمية والتي تتضمن أجهزة تسمة إتش بي ميديا سمارت تي فيز (HP MediaSmart TVs) وإتش بي ميديا يمارت سرفرز (HP MediaSmart Servers) وإتش بي ميديا فولت (HP MediaVaults) وبالإضافة إلى مشغلات وناسخات الدي في دي. وكانت تبيع الشركة أجهزة أبل آي بود حتى نوفمبر 2005.
- خوادم التخزين المنزلية.

### مجموعة الحلول التكنولوجية
تتضمن هذه المجموعة الخدمات الإدارية، وبرمجيات إتش بي، وحلول التخزين للمؤسسات، والخوادم المؤسساتية، وإقامة شبكات البروكورف (ProCurve).

### مجموعة التخزين والخوادم للمؤسسات
- إتش بي برو لاينت (HP ProLiant): خوادم تعمل على نظام إكس 86 (من شركة كومباك)
- إتش بي إنتجريتي (HP Integrity): خوادم تعمل على نظام إيتانيوم وتستخدم أنظمة التشغيل إتش بي - يو إكس وأوبن في إم إس (OpenVMS).
- إتش بي 9000 (HP 9000): خوادم تعمل على نظام بي إيه - ريسك (PA-RISC) وتستخدم نظام التشغيل إتش بي - يو إكس.
- ألفا سيرفيرز (AlphaServer): خوادم تعمل على نظام ديك ألفا (DEC Alpha) وتستخدم أنظمة التشغيل أوبن في إم إس (OpenVMS) وترو 64 يونيكس (Tru64 UNIX).
- ستوريج وركس (StorageWorks): معدات تخزين وأنظمة حماية البيانات للشركات والمؤسسات.

### برمجيات إتش بي
- سلسلة إتش بي أوبن فيو (OpenView) لبرمجيات إدارة المشروعات.
- برمجيات حماية البيانات
- منصات الأرشفة المتكاملة
- برمجيات أرشفة البانات
- برمجيات أرشفة الرسائل الإلكترونية لمايكروسوفت إكستشانج
- برمجيات أرشفة الرسائل الإلكترونية لآي بي إم لوتوس دومينو (IBM Lotus Domino)
- برمجيات أرشفة الملفات
- برمجيات أرشفة الملفات الطبية
- برمجيات تريم (TRIM) المعروفة سابقا باسم برمجيات تاور (TOWER)
- نظام التشغيل إتش بي - يو إكس المطور منذ سنة 1983

## وصلات خارجية
- الموقع الرسمي
- الموقع الرسمي في الشرق الأوسط (بالعربية)